# Kranrecht
Das Kranrecht (lateinisch iuus geranii) war das bis ins 18. Jahrhundert von manchen Landesherren, aber auch von manchen Städten in Anspruch genommene und ausgeübte Recht, den Schiffer zu zwingen, an einem bestimmten Orte das geladene Frachtgut zu verzollen; dann das Recht, in Häfen und an Ausladestellen einen Kran öffentlich zu halten, für dessen Benutzung eine bestimmte Gebühr (Krangeld) zu entrichten war.
Beispiel: „bey einigen zollstaetten ist auch das krangeld oder kranrecht eingefuehret, welches so viel als waegegeld heißen soll, weil die gueter und waaren zum behufe des zolles gewogen werden muessen.“